# Papyrus Boulaq 18
Bei dem Papyrus Boulaq 18 handelt es sich um ein Rechnungsbuch des thebanischen Palastes aus der 13. Dynastie (um 1750 v. Chr.). Unter diesem Namen werden zwei Papyri geführt, die als großer und kleiner Papyrus Boulaq 18 bezeichnet werden.

## Entdeckung
Die Papyri wurden 1860 von Auguste Mariette in Theben gefunden. Nach der Beschreibung in der ersten Publikation der Papyri fanden sie sich in einer Grabkammer neben einem Rischi-Sarg. Zu den anderen hier gefundenen Grabbeigaben gehörte eine Truhe, die dem Schreiber des Arbeitslagers Neferhotep gehörte. Diese Person erscheint auch auf anderen Objekten im Grab und auf dem kleineren der beiden Papyri, so dass man davon ausgehen kann, dass es sich um seine Bestattung handelte.

## Der große Papyrus
In dem großen Papyrus finden sich verschiedene Listen nach Datum geordnet. Es wird der Ein- und Ausgang von Lebensmitteln am königlichen Hof verzeichnet. Es finden sich dazu lange Listen der am Hof anwesenden Beamten und dazugehörige Vermerke, was sie jeweils an Lebensmitteln erhielten. Daneben werden auch historisch interessante Ereignisse genannt, wie die Ankunft von Nubiern oder die Ausfahrt des Königs zum Tempel von Medamud. Wichtig sind auch die langen Listen der Beamten, die uns einen einmaligen Einblick in die Zusammenstellung des königlichen Hofes erlauben. Obwohl auch die Familie des Herrschers in den Listen erscheint, so wird dieser jedoch nicht selbst als Empfänger von Lebensmitteln aufgeführt. Der Papyrus ist nur zum Teil erhalten. Vor allem ist der Name des Königs schlecht erhalten, so dass es Diskussionen zur Datierung dieses Dokuments gibt. Die erhaltenen Reste einer Königskartusche werden meist zu Sobekhotep II. rekonstruiert.

## Der kleine Papyrus
Das kleinere Bruchstück hat einen vergleichbaren Inhalt; es werden die Lieferungen an den Palast von Bäckerei- und Brauereiprodukten aufgelistet.